# Ducula cineracea
Il piccione imperiale di Timor (Ducula cineracea Temminck, 1835) è un uccello della famiglia dei Columbidi diffuso nelle Piccole Isole della Sonda.